# Kittilä
Kittilä (nordsamiska: Gihttel) är en kommun i landskapet Lappland i Finland. Kittilä har 6 523 invånare (2021) och har en yta på 8 262,93 km², varav 168,68 km² är vatten.  Grannkommuner är Enontekis, Enare, Kolari kommun, Muonio, Rovaniemi och Sodankylä.
Kittilä är enspråkigt finskt.
Kittilä har en internationell flygplats, Kittilä flygplats, dit det huvudsakligen flyger turister som semestrar i skidorten Levi.
Finlands lägsta temperatur, -51,5 °C, uppmättes i byn Pokka i Kittilä 28 januari 1999.

## Administrativ historik
1 januari 2004 överfördes ett område med 1 invånare till Muonio kommun.

## Geografi

### Tätorter
Vid Statistikcentralens tätortsavgränsning den 31 december 2021 fanns fyra tätorter inom Kittilä kommuns område:
| Nr | Tätort          | Folkmängd |
| -- | --------------- | --------- |
| 1  | Kittilä kyrkoby | 2 192     |
| 2  | Sirkka          | 539       |
| 3  | Rova            | 353       |
| 4  | Kaukonen        | 242       |

### Andra samhällen
- Alakylä
- Kallo
- Kelontekemä
- Kuivasalmi
- Köngäs
- Raattama
- Tepasto

## Politik

### Mandatfördelning i Kittilä kommun, valen 1976–2021
| 12 |  | 11 | 3 |

| 11 |  |  | 11 | 3 |

| 11 |  | 12 | 3 |

| 8 | 2 |  | 13 | 3 |

| 11 |  | 12 | 3 |

| 9 |  | 14 | 3 |

| 9 |  | 15 | 2 |

| 9 |  | 14 | 3 |

| 18 | 9 |

| 8 | 2 | 14 | 3 |

| 18 | 9 |

| 7 | 5 | 12 | 3 |

| 18 | 9 |

| 4 |  |  | 7 | 3 | 9 |  |  |

| 15 | 12 |

| 4 | 2 | 2 | 5 | 4 | 9 |  |

| 16 | 11 |

### Valresultat i kommunalvalet 2021
| Parti                 | Parti                                  | Röstfördelning | Röstfördelning | Röstfördelning | Röstfördelning | Mandatfördelning | Mandatfördelning |
| Parti                 | Parti                                  | Antal          | Andel %        | Antal +−       | Andel % +−     | Antal            | +−               |
| --------------------- | -------------------------------------- | -------------- | -------------- | -------------- | -------------- | ---------------- | ---------------- |
|                       | Centern i Finland                      | 967            | 32,3           | −32            | +0,8           | 9                | 0                |
|                       | Vänsterförbundet                       | 469            | 15,7           | +38            | +2,1           | 4                | 0                |
|                       | Oikeudenmukainen Kittilä - yhteislista | 413            | 13,8           | −246           | −7,0           | 4                | −2               |
|                       | Sannfinländarna                        | 393            | 13,1           | +52            | +2,4           | 4                | +1               |
|                       | Gröna förbundet                        | 227            | 7,6            | +63            | +2,4           | 2                | +1               |
|                       | Samlingspartiet                        | 184            | 6,1            | -10            | ±0,0           | 1                | 0                |
|                       | Kuntalaislista - yhteislista           | 182            | 6,1            | +35            | +1,5           | 1                | 0                |
|                       | Finlands Socialdemokratiska Parti      | 157            | 5,2            | +28            | +1,2           | 2                | +1               |
|                       | Kristdemokraterna i Finland*           | 0              | 0,0            | −105           | −3,3           | 0                | −1               |
| Giltiga röster totalt | Giltiga röster totalt                  | 2 992          | 100,0          | -177           | —              | 27               | —                |
| Ogiltiga röster       | Ogiltiga röster                        | 13             | 0,4            | −11            | −0,3           |                  |                  |
| Valdeltagande         | Valdeltagande                          | 3 005          | 57,4           | −188           | −4,0           |                  |                  |
| Röstberättigade       | Röstberättigade                        | 5 235          | —              | +35            | —              |                  |                  |

Källa: Justitieministeriet.
Partier eller valmansföreningar med en asterisk (*) ställde inte upp med kandidater i valet.
I valet ställde Vänsterförbundet och Socialdemokraterna upp i ett valförbund.

## Demografi

### Befolkningsutveckling
| Befolkningsutvecklingen i Kittilä kommun 1975–2020                                                           | Befolkningsutvecklingen i Kittilä kommun 1975–2020 | Befolkningsutvecklingen i Kittilä kommun 1975–2020 | Befolkningsutvecklingen i Kittilä kommun 1975–2020 | Befolkningsutvecklingen i Kittilä kommun 1975–2020 |
| --- | -------------------------------------------------- | -------------------------------------------------- | -------------------------------------------------- | -------------------------------------------------- |
| |                                                    |                                                    |                                                    |                                                    |
| År |                                                    |                                                    | Folkmängd                                          |                                                    |
| 1975 | 1975                                               |                                                    | 6 718                                              |                                                    |
| 1980 | 1980                                               |                                                    | 6 404                                              |                                                    |
| 1985 | 1985                                               |                                                    | 6 213                                              |                                                    |
| 1990 | 1990                                               |                                                    | 6 167                                              |                                                    |
| 1995 | 1995                                               |                                                    | 6 205                                              |                                                    |
| 2000 | 2000                                               |                                                    | 5 819                                              |                                                    |
| 2005 | 2005                                               |                                                    | 5 840                                              |                                                    |
| 2010 | 2010                                               |                                                    | 6 183                                              |                                                    |
| 2015 | 2015                                               |                                                    | 6 416                                              |                                                    |
| 2020 | 2020                                               |                                                    | 6 436                                              |                                                    |
| Anm: Uppgifterna avser förhållandena den 31 december nämnda år enligt områdesindelningen den 1 januari 2022. |                                                    |                                                    |                                                    |                                                    |

### Språk
Befolkningen efter språk (modersmål) den 31 december 2022. Finska, svenska och samiska räknas som inhemska språk då de har officiell status i landet. Resten av språken räknas som främmande. För språk med färre än 10 talare är siffran dold av Statistikcentralen på grund av sekretesskäl.
| Språk                        | Talare 2022-12-31 | Talare 2022-12-31 |
| Språk                        | Antal             | Andel (%)         |
| ---------------------------- | ----------------- | ----------------- |
| Hela befolkningen            | 6 637             | 100,0             |
| Inhemska språk totalt        | 6 367             | 95,9              |
| Finska                       | 6 317             | 95,2              |
| Samiska                      | 27                | 0,4               |
| Svenska                      | 23                | 0,3               |
| Främmande språk totalt       | 270               | 4,1               |
| Ryska                        | 49                | 0,7               |
| Engelska                     | 29                | 0,4               |
| Bulgariska                   | 27                | 0,4               |
| Estniska                     | 23                | 0,3               |
| Tyska                        | 17                | 0,3               |
| Turkiska                     | 16                | 0,2               |
| Thailändska                  | 14                | 0,2               |
| Ukrainska                    | 13                | 0,2               |
| Ungerska                     | 10                | 0,2               |
| Språk med färre än 10 talare | 72                | 1,1               |

|  | Finska (95,2 %) |

|  | Svenska (0,3 %) |

|  | Samiska (0,4 %) |

|  | Främmande språk (4,1 %) |

|  | Finska (95,2 %) |

|  | Svenska (0,3 %) |

|  | Samiska (0,4 %) |

|  | Främmande språk (4,1 %) |

## Kända personer med anknytning till Kittilä
- Kalervo Palsa, konstnär
- Arto Paasilinna, författare
- Reidar Särestöniemi, målare
- Einari Junttila, konstnär
- Reijo Raekallio, konstnär